# Splash Sagunt
Splash Sagunt és una convenció anual del còmic organitzada per la Regidoria de Joventut de l'Ajuntament de Sagunt i celebrada al Port de Sagunt.
La primera edició tingué lloc el cap de setmana del 28 al 30 de març de 2014, amb la presència dels autors Sento Llobell, Cristina Durán i Miguel Ángel Giner, Esteban Hernández, Chris Stygryt, Ana Oncina, María Herreros, Calpurnio, Oscar Gual i Martín López.
Després de la suspensió de la primera fira del Tebeo València, anunciada en 2015 i ajornada a 2016, la Generalitat Valenciana es bolcà en el patrocini d'Splash Sagunt, amb l'afegit de «Festival del Còmic de la Comunitat Valenciana» i la promesa de convertir-lo en la primera fira del còmic valenciana, amb les d'Aragó, Euskadi i Galícia com a referent i fugint al model de Ficomic.
L'Asociación Valenciana del Cómic, organitzadora de les Jornades del Còmic de València, manifestà el seu malestar al respecte pel fet que la Generalitat haguera triat l'Splash després d'ignorar els seus projectes cinc anys en arrere.
La quarta edició (2017) mamprené amb la presentació, dimecres 1 de febrer al Col·legi Major Rector Peset, de la novel·la gràfica Dr. Uriel i se celebrà de divendres 10 a diumenge 12 al Casal Jove per últim any, amplià el nombre de parades editorials de deu a vint-i-quatre i homenatjà l'editor Paco Camarasa i els autors Micharmut, Núria Pompeia i Víctor Mora, morts l'any anterior. L'organització va premiar als autors Josep Maria Beà, Marcello Quintanilha, Kim i Antonio Altarriba, Isaac Rosa i Cristina Bueno, Luis Bustos i Álvaro Pons i va xifrar l'assistència en quatre mil persones.
L'edició de 2018 canviarà d'ubicació i es va fer en l'antiga Nau de Tallers Generals.